# Champigny-en-Beauce

Champigny-en-Beauce este o comună în departamentul Loir-et-Cher, Franța. În 1 ianuarie 2022 avea o populație de 607 de locuitori.